# Мартин Колев
Мартин Пламенов Колев е български писател и драматург.

## Биография
Роден е в 1989 година в Бургас. Завършва психология в Софийския университет „Климент Охридски“, където след това завършва магистратура по творческо писане. По-късно става докторант по следосвобожденска литературна история в Софийския университет.
Мартин Колев е автор на сборниците с разкази „Кучето на терасата“ (2009) и „Микро“ (2016), както и на тетралогията „Софийски магьосници“. Поредицата „Софийски магьосници“ възражда в България литературния жанр градско фентъзи и се превръща в бестселър.
В 2017 година е отличен с наградата за къс разказ „Рашко Сугарев“ за разказа „Черни квадрати“ и с наградата за камерна пиеса на Театър 199 „Славка Славова“ за пиесата „Кроасан“.